# Mike Bloomfield
Michael Bernard Bloomfield (født 28. juli 1943 i Chicago i Illinois, død 15. februar 1981) var en amerikansk guitarist og komponist, der blev en af de første superstjerne inden for populærmusikken, der opnåede sin status alene som instrumentalist. Bloomfield var respekteret for sit guitarspil og spillede med mange af Chicagos bluesmusikere før han selv opnåede stjernestatus, hvor han ved med til at udbrede kendskabet til bluesmusikken i midten af 1960'erne. I 1965 medvirkede han på Bob Dylans Highway 61 Revisited og som en del af The Butterfield Band på Dylans kontroversielle optræden samme år ved Newport Folk Festival, hvor Dylan optrådte elektrisk for første gang.
Mike Bloomfiled var en del af The Butterfield Blues Band (1965 - 1967) og The Electric Flag (1967 - 1968). Han påbegyndte herefter en solokarriere, hvor han bl.a. samarbejdede med keyboardspilleren Al Kooper, der ligeledes havde spillet med Dylan på Highway 61 Revisited.
Bloomfield er optaget som nr. 22 på magasinet Rolling Stones liste "100 Greatest Guitarists of All Time" i 2003 og nr. 42 på Rolling Stones liste i 2011. Han blev i 2012 optaget i Blues Hall of Fame og som et medlem af Paul Butterfield Blues Band optaget i Rock and Roll Hall of Fame i 2015.